# Cristina Tisot
Cristina Tisot (ur. 23 sierpnia 1954 w Fiera di Primiero) – włoska narciarka alpejska.
W zawodach Pucharu Świata zadebiutowała 7 grudnia 1972 roku w Val d’Isère, zajmując 47. miejsce w zjeździe. Pierwsze punkty wywalczyła 23 marca 1973 roku w Heavenly Valley, gdzie zajęła ósme miejsce w gigancie. Na podium zawodów tego cyklu jedyny raz stanęła 23 lutego 1975 roku w Naeba, kończąc rywalizację w gigancie na trzeciej pozycji. W zawodach tych wyprzedziły ją tylko dwie Austriaczki: Annemarie Moser-Pröll i Monika Kaserer. W sezonie 1974/1975 zajęła 24. miejsce w klasyfikacji generalnej, a w klasyfikacji giganta była piętnasta.
Wystartowała na mistrzostwach świata w Sankt Moritz w 1974 roku, gdzie zajęła szóste miejsce w zjeździe, trzynaste w gigancie, a slalomu nie ukończyła. Nie startowała na igrzyskach olimpijskich.
Karierę zakończyła na początku 1976 roku z powodu kontuzji.

## Osiągnięcia

### Mistrzostwa świata
| Miejsce | Dzień    | Rok  | Miejscowość  | Konkurencja | Czas biegu | Strata | Zwyciężczyni          |
| ------- | -------- | ---- | ------------ | ----------- | ---------- | ------ | --------------------- |
| 13.     | 3 lutego | 1974 | Sankt Moritz | Gigant      | 1:43,18    | +2,24  | Fabienne Serrat       |
| 6.      | 7 lutego | 1974 | Sankt Moritz | Zjazd       | 1:50,84    | +1,68  | Annemarie Moser-Pröll |
| DNF1    | 8 lutego | 1974 | Sankt Moritz | Slalom      | 1:34,63    | -      | Hanni Wenzel          |

### Puchar Świata

#### Miejsca w klasyfikacji generalnej
- sezon 1972/1973: 41.
- sezon 1973/1974: 27.
- sezon 1974/1975: 24.
- sezon 1975/1976: 43.

#### Miejsca na podium
1. Naeba – 23 lutego 1975 (gigant) – 3. miejsce